# Sparkster
Sparkster (スパークスター?) è un videogioco a piattaforme sviluppato e pubblicato nel 1994 da Konami per Super Nintendo Entertainment System. Creato da Hideo Ueda, il videogioco è il secondo titolo con protagonista Sparkster, l'opossum della software house giapponese introdotto in Rocket Knight Adventures per Sega Mega Drive.